# ثابت أفوجادرو

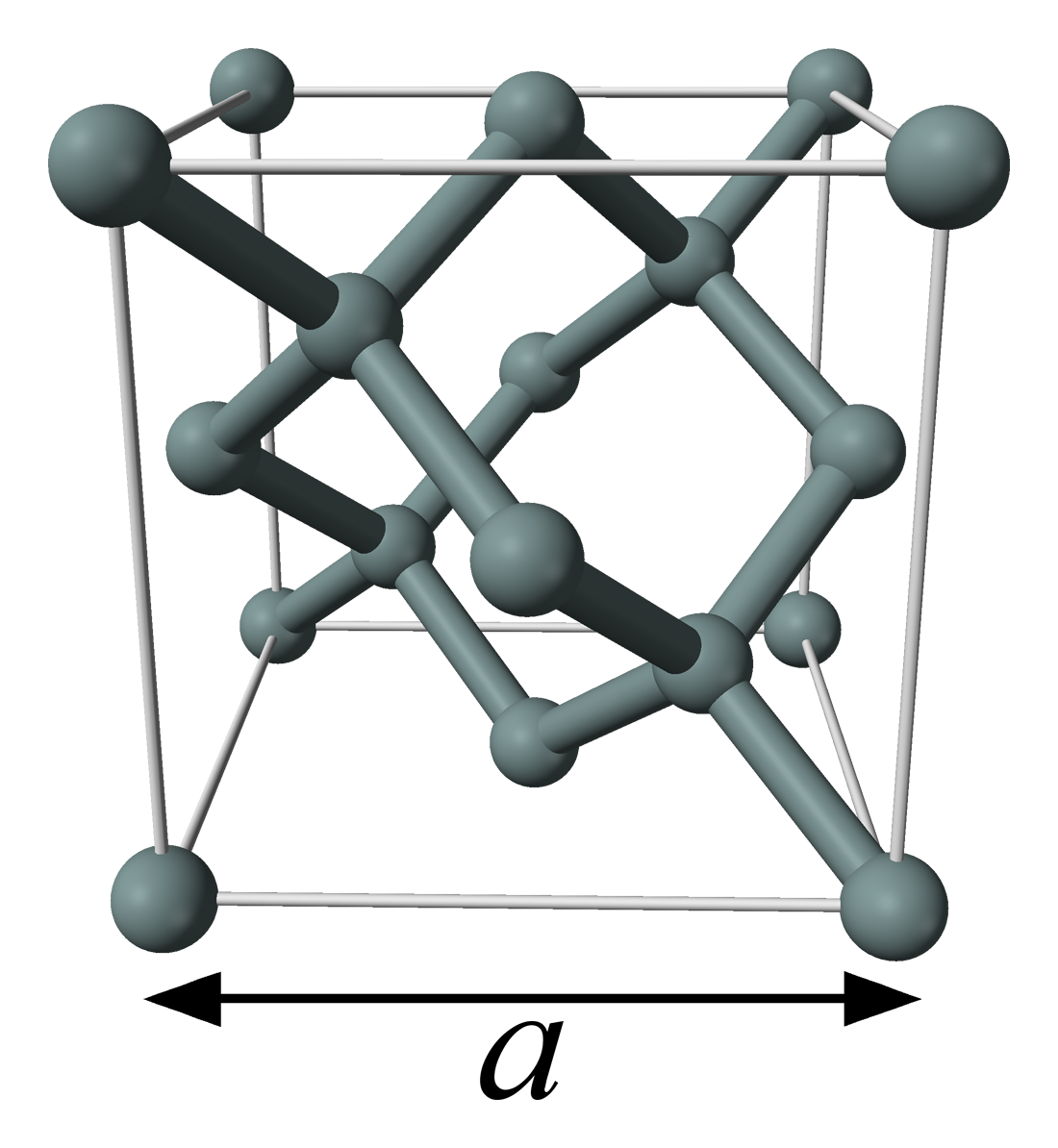
موديل الكرة والعصى، لذرة السيليكيون. تستخدم أشعة إكس لقياس قطر الخلية، والذي يستخدم لاحقًا لحساب رقم أفوغادرو.

ثابت أفوجادرو (NA) (نسبة إلى العالم الإيطالي أميديو أفوجادرو) هو ثابت كبير يستخدم في الكيمياء والفيزياء. وهو عدد الذرات المحتواة في 12 جرام من الكربون-12. تبلغ قيمة ثابت أفوجادرو:
{\displaystyle N_{\mathrm {A} }=6{.}022\;141\;29\;(27)\cdot 10^{23}\ \mathrm {mol} ^{-1}}
تاريخياً، اختير الكربون-12 لأن كتلته يمكن أن تقاس بدقة حيث أن وزن مول واحد من الكربون على مقياس الكتلة المولية الافتراضي هو : 12 ألف إلى ثلاث مراتب عشرية، وقد تم الوصول إلى هذا العدد بتقسيم كتلة الذرة الحقيقية على وحدة قياسية للكتل الذرية.
المول يعرف بعدد أفوجادرو لجزيئات أي نوع من المادة (ذرة، أيون، جزيء).
مثال:عدد الذرات الموجودة في 27 جرام من الألومنيوم = عدد الذرات الموجودة في 108 جرام من الفضة = 6.022 × 10²³ ذرة.
لأن 27 جرام هي الكتلة الذرية للألومنيوم بالجرام و 108 جرام هي الكتلة الذرية للفضة بالجرام.
وأيضاً مولاً واحداً من غاز النيتروجين الذي كتلته تساوي 28 جرام يحتوي على عدد افوجادرو من جزيئات النيتروجين مع العلم ان المول الواحد من عنصر معين يساوي ثابت افوجادرو، عدد افوجادرو موجود في كل جزئ وذرة وأيون.
وعدد افوجادرو الكامل هو 602,214,141,070,409,084,099,072.